# Parti démocrate de Corée
Pour les articles homonymes, voir Parti démocrate et Parti démocrate (Corée du Sud).

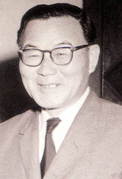
Yun Po-sun, membre du Parti démocrate de Corée, avant de devenir président de la République de Corée de 1960 à 1962.

Le Parti démocrate de Corée (PDC, coréen : 한국민주당, Hanguk Minjudang, PDC) a été le principal parti d'opposition dans les premières années de la Première République de Corée du Sud. Il a existé de 1945 à 1949, date à laquelle il a fusionné avec d’autres partis d’opposition. 

## Histoire
Le PDC a été créé en 1945 par des nationalistes conservateurs dirigés par Song Jin-woo (en), opposés au gouvernement de la République populaire de Corée mis en place par Lyuh Woon-hyung, qui soutenait plutôt le gouvernement provisoire de la République de Corée. Après l'assassinat de Song plus tard dans l'année, Kim Seong-su l'a remplacé. Le Parti démocrate a remporté un tiers des sièges lors des élections de l'Assemblée législative intérimaire en octobre 1946 (en), et bien qu'il soit opposé à l'existence de l'Assemblée en raison de l’exclusion de certains de ses dirigeants, le parti a fourni plusieurs des personnages clés de l'administration intérimaire.
Cependant, sa proximité avec la force d'occupation américaine, ainsi que son association avec la noblesse terrienne, signifiait qu'elle n'avait jamais obtenu un soutien populaire significatif. Lors des élections de mai 1948, le parti n'obtint que 29 sièges sur 200 et, bien qu'il ait soutenu Syngman Rhee lors de l'élection présidentielle de juillet 1948, aucun de ses membres ne faisait partie de son gouvernement, ce qui a conduit le parti à rejoindre le parti d'opposition.
Le 10 février 1949, il fusionna avec d'autres groupes de la législature pour former le Parti national démocratique.
Parallèlement, Cho Man-sik a lui aussi fondé un Parti démocrate de Corée dans la zone Nord dès novembre 1945. Ce parti est à l'origine de l'actuel Parti social-démocrate de Corée.